# Vulcano y el fuego
Vulcano y el fuego es un óleo sobre lienzo del artista flamenco Peter Paul Rubens, la obra fue realizada a principios del siglo XVII. Actualmente, a pesar de haber sido estudiada por el equipo del Museo del Prado y también de haber estado durante un tiempo en el Palacio de la Zarzuela, este cuadro reside en el Museo de Bellas Artes de Asturias, donde se expone con orgullo con otras obras de gran admiración.

## Historia
Esta obra fue citada por primera vez en el Palacio de la Zarzuela, junto con Eolo, según algunas investigaciones se dicen de que estos cuadros podrían haber formado parte de una serie de cuatro grandes obras del artista flamenco. Algo que cabe mencionar es el punto de vista que ofrecía Ponz en su libro Viage, esto lo escribió cuando estaba en el convento de capuchinos en el Pardo, cerca de Madrid y del río Manzanares: "del gusto de la escula de Rubens son quatro cuadros con figuras del natural, que representan los quatro elementos".
A pesar de los numerosos relatos que afirman sobre la existencia de los otros dos lienzos desaparecidos, no se sabe mucho sobre el tema, algo que se conoce con certeza es el posible hecho de estos cuatro cuadros hayan residido en la Torre de la Parada, el cual desgraciadamente no sigue en pie. No obstante, Svetlana Alpers en su Corpus Rubenianum habla sobre el significado de los cuatro elementos, esto se refiere a los cuatro cuadros que habitan por las tierras del Pardo, bajo la custodia de la monarquía española.
Sobre el lugar donde se hicieron estas dos obras, posiblemente en la escuela de Rubens, donde los ayudantes más fieles del pintor lo ayudaban con sus tareas artísticas. Este cuadro junto el Eolo pudo haber pasado por el mismo camino que otros cuadros del artista, esta es la colaboración de sus ayudantes, que pintaban algunas partes del cuadro para ayudar al flamenco. Algunos atribuyen algunos elementos del cuadro a Erasmus Quellinus II, otros a Cornelis de Vos, algo que hace dudar sobre la implicación de Rubens en la realización de estas dos obras.

## Descripción
El cuadro nos habla de la vida diaria del dios Hefesto, Vulcano en la mitología romana, divinidad de la herrería y el fuego. Fue destacado por su gran ética de trabajo, pero fue difamado como una escoria por los Dioses del Olimpo, que lo maltrataban por su notable fealdad. Homero habló de él en numerosas ocasiones, pero nunca afirmó al cien por cien la localización exacta del dios herrero, seguramente su taller se encontraba en las profundidades del monte Etna, o en la isla de Lemmos, o incluso en el propio Olimpo.
En el escenario podemos apreciar como Vulcano descansa jugando con el fuego desmesuradamente, mientras que varios herreros forjan con esfuerzo algunas piezas de armadura. Como por ejemplo la que podemos observar ante la figura de Vulcano, esta armadura puede ser de la época de Rubens, ya que los rigurosos detalles que la conforman nos relatan sobre su uso en las guerras del siglo XVII.